# Searching for Happiness
Searching for Happiness è l'undicesimo album registrato in studio da Stephen Schlaks, pubblicato nel 1987.
I brani sono esclusivamente strumentali. Orchestra diretta e arrangiamenti realizzati da Vince Tempera.

## Tracce
1. Someone I Used to Know – 4:08
2. Catch a Good Time – 4:24
3. A Culture Society – 2:46
4. She Got a Broken Heart – 4:01
5. You're a Natural Beauty – 2:31
6. What Should I Say – 5:25
7. Searching for Happiness – 3:43
8. Sorry That – 3:24
9. Lipstick and Girls – 3:18
10. Have I Told You Lately – 2:08